# John de Robeck

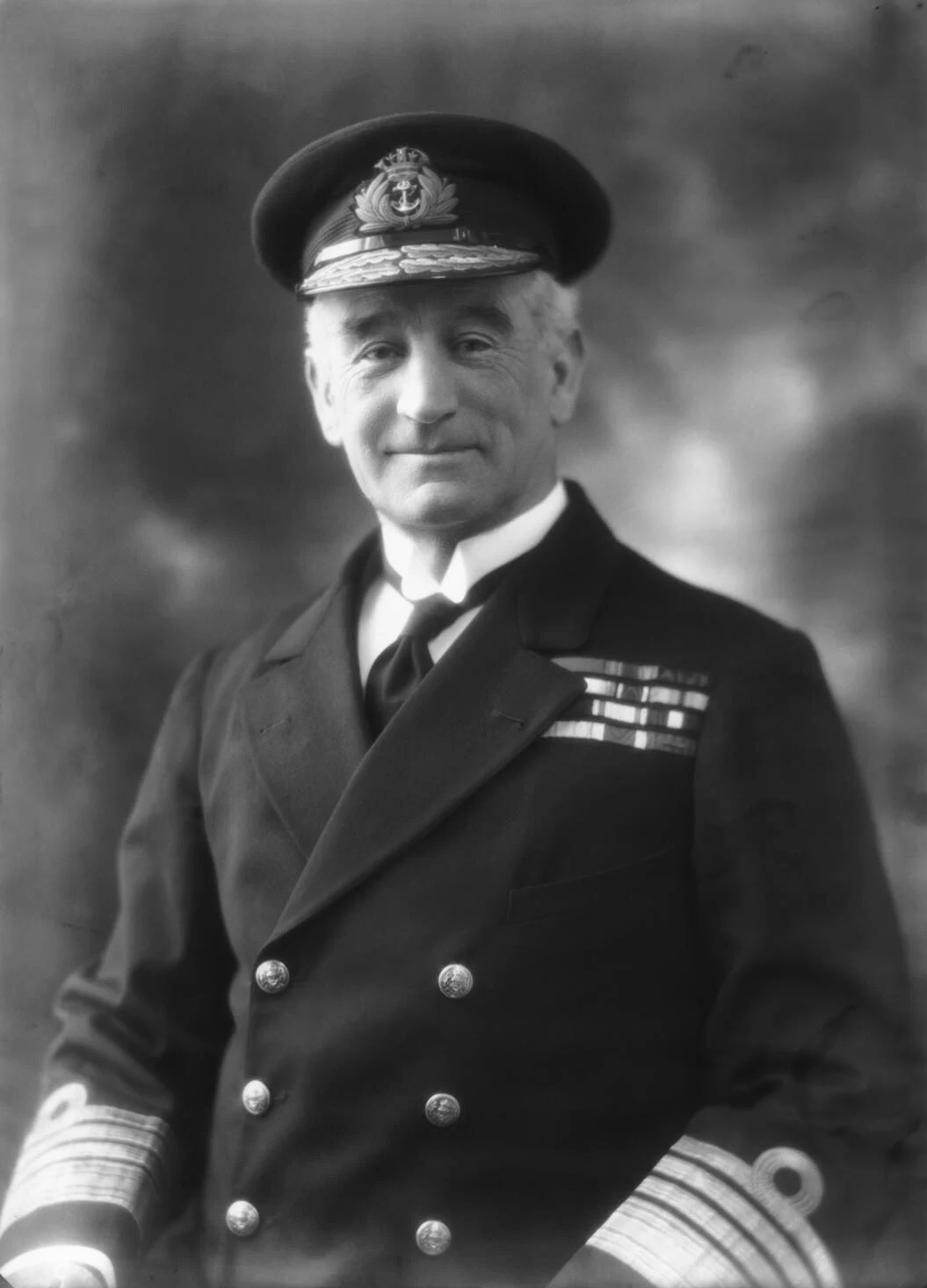
John de Robeck

Almirante da Frota Sir John Michael de Robeck, 1º Baronete, (10 de junho de 1862 - 20 de janeiro de 1928) foi um oficial da Marinha Real Britânica. Nos primeiros anos do século XX, ele serviu como Almirante de Patrulhas, comandando quatro flotilhas de destróieres.

## Vida
De Robeck comandou a força naval aliada nos Dardanelos durante a Primeira Guerra Mundial. Sua campanha para forçar o estreito, lançada em 18 de março de 1915, foi quase bem-sucedida, pois a artilharia terrestre turca quase ficou sem munição. No entanto, as minas colocadas no estreito levaram à perda de três navios de guerra aliados. A campanha terrestre subsequente, como a campanha naval, foi finalmente um fracasso e as tropas terrestres tiveram que ser retiradas da península de Gallipoli por Robeck na noite de 8 de janeiro de 1916. De Robeck tornar-se-ia comandante do 3º Esquadrão de Batalha do Grande Frota e depois Comandante do 2º Esquadrão de Batalha da Grande Frota.
Após a guerra, de Robeck tornou-se Comandante-em-Chefe da Frota do Mediterrâneo e Alto Comissário Britânico para a Turquia, e depois Comandante-em-Chefe da Frota do Atlântico.